# Praestilbia confluens
Praestilbia confluens är en fjärilsart som beskrevs av Leo Schwingenschuss 1926. Praestilbia confluens ingår i släktet Praestilbia och familjen nattflyn. Inga underarter finns listade i Catalogue of Life.